# A Klase 1957
L'edizione 1957 dell'A Klase fu la tredicesima come campionato della Repubblica Socialista Sovietica Lituana; il campionato fu vinto dall'Elnias Šiauliai, giunto al suo 4º titolo.

## Formula
In questa annata il numero di squadra fu aumentato da 12 a 14; visto che al posto della retrocessa Gubernija Šiauliai arrivarono tre squadre neopromosse: Spartako jauniai Kaunas, RPK Vilkaviškis e Spartako jauniai Vilnius (quest'ultima era la terza squadra dello Spartakas Vilnius).
Le 14 formazioni si incontrarono in gironi di andata e ritorno, per un totale di 26 incontri per squadra. Le squadre classificate agli ultimi due posti retrocedevano.
Al termine della stagione fu disputato uno spareggio tra l'Elnias Šiauliai e lo Spartakas Vilnius per l'accesso ai campionati nazionali sovietici.

## Classifica finale
|                        | Pos. | Squadra                    | Pt | G  | V  | N | P  | GF | GS | DR  |
| ---------------------- | ---- | -------------------------- | -- | -- | -- | - | -- | -- | -- | --- |
| RSS Lituana (bandiera) | 1.   | Elnias Šiauliai            | 45 | 26 | 20 | 5 | 1  | 73 | 11 | +62 |
|                        | 2.   | Inkaras Kaunas             | 41 | 26 | 18 | 5 | 3  | 59 | 26 | +33 |
|                        | 3.   | Linų Audiniai Plungė       | 34 | 26 | 13 | 8 | 5  | 37 | 30 | +7  |
|                        | 4.   | Elfa Vilnius               | 32 | 26 | 14 | 4 | 8  | 59 | 25 | +34 |
|                        | 5.   | MSK Panevėžys              | 30 | 26 | 11 | 8 | 7  | 60 | 48 | +12 |
|                        | 6.   | Spartak-2 Vilnius          | 30 | 26 | 13 | 4 | 9  | 52 | 41 | +11 |
|                        | 7.   | Raudonasis spalis Kaunas   | 29 | 26 | 14 | 1 | 11 | 62 | 45 | +17 |
|                        | 8.   | Lima Kaunas                | 28 | 26 | 11 | 6 | 9  | 40 | 33 | +7  |
|                        | 9.   | KPI Kaunas                 | 27 | 26 | 12 | 3 | 11 | 37 | 37 | +0  |
|                        | 10.  | Raudonoji žvaigždė Vilnius | 21 | 26 | 8  | 5 | 13 | 27 | 32 | -5  |
|                        | 11.  | Spartako jauniai Kaunas    | 13 | 26 | 5  | 3 | 18 | 15 | 55 | -40 |
|                        | 12.  | Švyturys Klaipėda          | 12 | 26 | 5  | 2 | 19 | 28 | 67 | -39 |
|                        | 13.  | RPK Vilkaviškis            | 12 | 26 | 3  | 6 | 17 | 24 | 60 | -36 |
|                        | 14.  | Spartako jauniai Vilnius   | 10 | 26 | 4  | 2 | 20 | 25 | 88 | -63 |

## Spareggio di ammissione ai campionati sovietici
| Squadra 1       | Totale | Squadra 2       | Andata | Ritorno |
| --------------- | ------ | --------------- | ------ | ------- |
| Spartak Vilnius | 4 - 2  | Elnias Šiauliai | 3 - 1  | 1 - 1   |